# Innovation ouverte
L’Innovation ouverte ou Open Innovation en anglais, parfois aussi Innovation distribuée désignent dans les domaines de la recherche et du développement des modes d'innovation fondés sur le partage, la collaboration (entre parties prenantes). 
Cette approche est compatible avec une économie de marché (via les brevets et licences) et avec l'Intelligence économique, et permet des approches alternatives éthiques ou solidaires (économie solidaire) de partage libre des savoirs et savoir-faire modernes ou traditionnels, avec notamment l'utilisation de licences libres dans un esprit dit  ODOSOS (qui signifie : Open Data, Open Source, Open Standards). Selon les cas, l'approche peut donc apparaître altruiste ou au contraire comme un moyen de distribuer (concours) ou de partager (partenariat) le risque et l'investissement vers l'extérieur d'une organisation. 

## Principes
L'innovation ouverte postule qu'il est plus efficace et rapide — dans un esprit de travail collaboratif — de ne plus s'appuyer principalement sur sa seule et propre recherche pour innover. 
De plus, les innovations internes qui ne sont pas utilisées par une entité (groupe, laboratoire d'idées, entreprise) peuvent être « sorties » de cette entité, par l'intermédiaire de publications, bases de données, brevets, entreprise commune, spin-off,... 
Une grande part de l'innovation ouverte se rapporte à de l'innovation incrémentale de processus. 
Comme le laisse penser la similitude des noms, l'innovation ouverte (open innovation) entretient certains rapports avec l'open source, sans en être un équivalent. Open Innovation et Open Source s'appuient sur les valeurs et outils juridiques de protection de la propriété intellectuelle, mais pour en permettre le partage.

## Histoire
L'expression open innovation a été proposée et promue par Henry Chesbrough, professeur et directeur du Center for Open Innovation à Berkeley. Elle a été popularisée par son livre fondateur de 2003 : "Open Innovation: The New Imperative for Creating and Profiting from Technology",.  
Jusqu'aux années 1960-70, les entreprises vivaient plutôt dans un monde d'innovations « fermées », c'est-à-dire principalement développées  « en interne » et mises en œuvre au sein de l'entreprise, sous le sceau du secret industriel ou de fabrication. 
Les entreprises innovantes cherchaient à protéger leurs découvertes en les maintenant confidentielles. Elles faisaient peu d'efforts pour assimiler des innovations venant de l'extérieur de leurs laboratoires de recherche et développement, d'autant que ces innovations n'étaient elles-mêmes diffusées qu'avec retard en raison du secret qui entourait leur élaboration.

## Innovation fermée vs. innovation ouverte

### Innovation fermée
Dans le paradigme de l'innovation fermée, une entreprise doit contrôler la génération de ses propres idées, ainsi que la production, la commercialisation, la distribution, l'entretien, le financement et le soutien. Ce qui a poussé cette idée est qu'au début du XXe siècle les institutions universitaires et gouvernementales ne se sont pas impliquées dans l'application commerciale de la science. Par conséquent, il a été laissé à d'autres sociétés de prendre le nouveau cycle de développement de produits à leurs charges. Il n'y avait pas le temps d'attendre que la communauté scientifique soit plus impliquée dans la pratique de l'application scientifique. Il n'était pas possible d'attendre que les autres compagnies commencent à produire des composants dont ils avaient besoin pour leur produit final. Ces sociétés sont devenues relativement autonomes, avec peu de communication dirigée à l'extérieur vers d'autres entreprises ou des universités.

### Innovation ouverte
L'innovation ouverte est avant tout l'inverse de l'innovation fermée. Elle s'est généralisée, tout au long des années, grâce à plusieurs facteurs qui ont émergé :
- La disponibilité croissante et la mobilité des travailleurs qualifiés.
- La croissance du marché du capital-risque.
- Possibilité externe à la société pour des idées qui prennent la poussière.
- La capacité croissante des fournisseurs externes.

Ouvrant la voie au paradigme de l'innovation ouverte, ces quatre facteurs ont abouti à un nouveau marché de la connaissance. La connaissance n'est plus exclusive à la société. Elle réside dans les employés, les fournisseurs, les clients, les concurrents et les universités. Si les entreprises n'utilisent pas les connaissances qu'elles ont en interne, quelqu'un d'autre l'utilisera.  

## Typologies
Deux approches peuvent coexister (ou non) : 1) outside-in (ou inbound) quand une entité cherche à importer des connaissances, méthodes ou technologies innovantes pour les intégrer ; 2) une approche inside-out (ou outbound), quand elle cherche à exporter ses innovations en valorisant sa propriété intellectuelle via le brevet ou une licence libre. 
On peut distinguer l'innovation ouverte transactionnelle qui vise une transmission unique de propriété intellectuelle ou de savoir-faire et le partenariat où deux entreprises s'engagent sur le long terme à collaborer de manière pré-compétitive (collaboration de plusieurs entreprises pharmaceutiques dans la recherche fondamentale) ou non compétitive (par exemple Mercedes et Swatch pour créer la Smart). 
Parmi les pratiques d'open innovation, les plus souvent mobilisées sont les suivantes :
1. la résolution collaborative de problèmes,
2. le concours d'idées et hackathons,
3. les boîtes à idées, les portails, les réseaux sociaux d'entreprise,
4. les communautés de bêta-testeurs,
5. l'utilisation de l'Open Data & des APIs,
6. les partenariats avec les entrepreneurs
7. le Corporate Venturing[7]
8. les PPP (Partenariats publics-privés)[8],[9] - dont les partenariats d'innovation[10]

## Les intermédiaires en innovation ouverte
Pour faciliter l'innovation ouverte, une nouvelle catégorie d'acteurs a vu le jour celui « d'intermédiaires de l'innovation ouverte ».
Ces intermédiaires peuvent être internes ou externes aux entreprises, digitaux ou humains.
Les intermédiaires digitaux sont le plus souvent des plates-formes et outils d'échanges de type Give and Get (donner/recevoir) ou des plates-formes mutualisées d'innovation. Elles s'organisent autour d'appel à innovation, avec des récompenses à la clef. Dans certains cas, par exemple pour les prix (allant jusqu'à 1 million de US dollars) délivrés par une entreprise qui joue le rôle d'intermédiaire en innovation ouverte, il s'agit d'inviter les « esprits créatifs » à résoudre des problèmes que se posent les entreprises ou organisations non gouvernementales. Dans certains cas, ces problèmes peuvent être d'intérêt public (problèmes de biodiversité, pollution, climat, santé environnementale, alimentation, développement, éducation). Dans ce cas, en échange des bourses scientifiques qui sont offertes aux chercheurs retenus, il leur est demandé de publier leurs résultats sous une licence perpétuelle, libre, gratuite, ce qui place l'innovation dans le bien commun,.
Les intermédiaires internes et humains sont le plus souvent les « managers open innovation » qui sont chargées de l'animation des relations externes en innovation de leur société. De plus en plus, ce rôle est également joué par une nouvelle fonction qui fait le lien entre les Achats, la R&D et les organisations innovantes externes : les Achats-Innovation.

## Critiques
La notion d'Open innovation a rencontré aussi un certain nombre de critiques.
Ainsi, des chercheurs en innovation soulignent que Chesbrough a créé une  fausse dichotomie qui oppose des firmes qui suivraient aveuglément leur agenda de R&D, et d'autres qui seraient uniquement et totalement ouvertes sur l'extérieur (Trott et Hartmann, 2009). À cette critique Chesbrough répond lors de ses conférences que le terme d'innovation "ouverte" a été forgée par opposition à un modèle d'innovation "fermée", plutôt que pour désigner un modèle d'innovation totalement ouverte [réf. souhaitée]. 
D'autres critiquent le caractère "universel" souvent associé à l'open innovation, en s'appuyant sur des exemples d'industries fermées (industrie pharmaceutique, militaire) inadaptées à ce mode de valorisation ou sur des entreprises réputées pour le cloisonnement de leur R&D et affichant pourtant une performance record (Apple Inc.) (Benkeltoum, 2011 : 205-213). Mais des acteurs tels que l'armée américaine vont jusqu'à organiser des concours (de robotique par exemple) qu'ils exploitent comme un vivier d'innovation (ex : concours tels que le DARPA Grand Challenge ou le DARPA Robotics Challenge organisé par la Defense Advanced Research Projects Agency, ou DARPA, « Agence pour les projets de recherche avancée de défense » respectivement dotés d'un 1er prix d'1 million de dollars  et de  2 millions de dollars). L'Industrie pharmaceutique a aussi parfois fait appel à ce type de démarche pour tenter de trouver des médicaments qu'elles n'arrive pas à produire, dont avec un grand journal scientifique[réf. souhaitée].

#### Rapport
- Rapport sur une autre vision de l'innovation rédigé à la demande du Ministère de l'Économie, de l'Industrie et de l'Emploi (Pascal Morand et Delphine Manceau - Avril 2009)